# 北海道道628号小藤沼田線
北海道道628号小藤沼田線（ほっかいどうどう628ごう こふじぬまたせん）は、北海道雨竜郡妹背牛町と同郡沼田町を結ぶ一般道道（北海道道）である。

## 概要

### 路線データ
- 起点：北海道雨竜郡妹背牛町小藤（北海道道94号増毛稲田線交点）
- 終点：北海道雨竜郡沼田町南1条4丁目（北海道道282号沼田妹背牛線交点）
- 路線延長：9.8km（総延長）

## 歴史
- 1969年（昭和44年）6月18日 路線認定[1]。

## 路線状況

### 道路施設
主な橋梁
- たっぷ橋（雨竜川） - 沼田町沼田

## 地理

### 通過する自治体
- 空知総合振興局
  - 雨竜郡
    - 妹背牛町
    - 秩父別町
    - 沼田町

### 交差する道路
妹背牛町
- 北海道道94号増毛稲田線 - 小藤（起点）

秩父別町
- 国道233号 - 秩父別

沼田町
- 深川留萌自動車道（直接接続はしない）
- 北海道道282号沼田妹背牛線 - 南1条4丁目（終点）